# الذهب في السعودية
الذهب في السعودية هو إحدى الثروات الوطنية في المملكة العربية السعودية. تمتلك السعودية احتياطيا من الذهب تحت الأرض يقدر حجمه بقرابة 323.7 طناً. ويندرج معدن الذهب تحت المعادن المصنفة في فئة (أ) في السعودية، وتختلف خاماته من موقع إلى آخر، حسب درجة تركيز المعدن في الخام، وحجم الرواسب المعدنية في المكامن التي يوجد بها هذا المعدن.

## الإنتاج
ركزت رؤية السعودية 2030 على تنمية قطاع التعدين، وقد بلغ حجم إنتاج السعودية في عام 2020 من الذهب 434,845 أوقية، من خلال 6 مناجم، ويتوقع أن يتنامى قطاع إنتاج الذهب في المملكة خلال السنوات القادمة، بعد أن خُصِّصت مجموعة من مواقع الاحتياطات التعدينية التي ستخضع للاستكشاف.
وبلغ إنتاج السعودية من الذهب في عام 2022 نحو 430 ألف أوقية.
بينما بلغ إنتاج الذهب في السعودية في عام 2024 نحو 460,320 أوقية
وفقًا لتقرير صادر في يناير 2025 عن موقع "أسعار الذهب في السعودية"، بلغ إنتاج المملكة من الذهب خلال عام 2024 نحو 460,320 أوقية، بزيادة تقارب 7% عن عام 2023.
جاءت هذه الزيادة نتيجة للتوسعات في منجم الدويحي الذي ساهم وحده بـ 205,000 أوقية، ومنجم الأمار الذي وصل إنتاجه إلى 92,000 أوقية، إضافة إلى رفع كفاءة الاستخراج في مناجم الصخيبرات وبلغة.
تفصيل إنتاج 2024 حسب المناجم:
| المنجم     | الإنتاج (أوقية) | نسبة من الإجمالي |
| ---------- | --------------- | ---------------- |
| الدويحي    | 205,000         | 44.5%            |
| الأمار     | 92,000          | 20.0%            |
| بلغة       | 58,000          | 12.6%            |
| الصخيبرات  | 55,000          | 12.0%            |
| مناجم أخرى | 50,320          | 10.9%            |
| الإجمالي   | 460,320         | 100%             |

يشير التقرير أيضًا إلى أن تحسن الأسعار العالمية للذهب، والتي تجاوز متوسطها 1,950 دولارًا للأوقية خلال 2024، ساهم في زيادة العوائد المالية لقطاع التعدين في السعودية.مع العلم أن سعرعقد الأونصة في شهر اغسطس لعام 2025 ارتفع بشكل ملحوظ ليلامس 3389 دولاروهو ما يعادل 12708.75 ريال سعودي

## الاحتياطي
بلغت قيمة إجمالي احتياطي التعدين في السعودية نحو 1.3 تريليون دولار، ولدى السعودية احتياط من الذهب تحت الأرض يقدر حجمه بقرابة 323.7 طناً، كما خصصت السعودية مجموعة من مواقع الاحتياطات التعدينية التي ستخضع للاستكشاف، بناءً على ما قدمته الدراسات الجيولوجية في المملكة، حيث جرى تخصيص 12 موقعاً للاحتياط التعديني لخام الذهب، وهي المواقع التي تشهد حالياً أعمالًا استثمارية من قبل عدد من الشركات المحلية والعالمية.

## المناجم
يصل عدد المناجم في المملكة إلى 6 مناجم بلغ حجم إنتاجها في عام 2020 من الذهب 434,845 أوقية, متمثلة في منجم الدويحي، وهو أكبر منجم منتج للذهب في المملكة حالياً، ويقع في منطقة مكة المكرمة، بحجم إنتاج يبلغ قرابة 248,998 أوقية في عام 2020م. ومنجم الأمار الواقع غرب منطقة الرياض، والبالغ إنتاجه 31,968 أوقية في عام 2020م. ومنجمي بلغة والصخيبرات، في منطقتي المدينة المنورة والقصيم, البالغ إنتاجهما 78,524 أوقية في عام 2020م.
ويُعَد منجم مهد الذهب الواقع في منطقة المدينة المنورة من أقدم مناجم الذهب في المملكة، بحجم إنتاج يبلغ حوالي 28,928 أوقية في عام 2020م، ومنجم السوق في منطقة مكة المكرمة الذي يبلغ حجم إنتاجه 20,928، أوقية في عام 2020م، إضافة إلى مشروع منجم منصورة ومسرة، وهو أحدث المشاريع الجديدة الجاري تنفيذها، وتشتمل على منجمين منفصلين في منصورة ومسرة بمنطقة مكة المكرمة لإنتاج الذهب، والمتوقع أن يبلغ متوسط إنتاجها قرابة 250.000 أوقية سنوياً.
وفي 18 يناير 2024 بدأ الإنتاج التجاري لمصنع منجم منصورة ومسرة لإنتاج الذهب.

## الصناعة
يبلغ عدد المصانع المنتجة لسبائك الذهب والفضة في المملكة حوالي 6 مصانع، بحجم استثمار يتجاوز 7 مليارات ريال، في حين أصدرت وزارة الصناعة والثروة المعدنية قرابة 477 رخصة كشف عن خام الذهب، ويبلغ عدد التراخيص الصادرة لقطاع الذهب قرابة 15 رخصة، بدأت بعضها عمليات الإنتاج، وبعضها الآخر تحت التطوير.